# Terence Reese

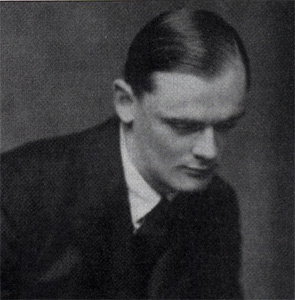

Terence Reese (1913 - 1996) was een Brits bridgespeler, winnaar van de Bermuda Bowl en auteur van verschillende boeken over bridge.
Reese was een van de ontwerpers van het ACOL biedsysteem, dat de basis was voor de momenteel in Nederland zeer populaire biedsystemen als de Nederlandse variant zoals uiteengezet in Van Start tot Finish of het door de Nederlandse Bridge Bond gepropageerde Biedermeijer.
Reese deed twee keer mee voor Groot-Brittannië aan de Bermuda Bowl, het wereldkampioenschap voor landenteams. In 1955 won Groot-Brittannië de wereldtitel, maar in 1965 werd Reese met zijn bridgepartner Boris Schapiro betrapt op valsspelen. Met het aantal vingers waarmee ze de kaarten vasthielden, gaven ze het aantal kaarten in de kleur harten aan.
Reese heeft het valsspelen altijd ontkend, maar onlangs is bekend geworden dat hij tegenover iemand heeft bevestigd dat het verhaal inderdaad waar is; deze persoon mocht dit echter pas vertellen als alle betrokkenen overleden zouden zijn. Reese zou hebben willen bewijzen dat valsspelen mogelijk zou zijn, en zou na afloop van het toernooi ervoor hebben willen uitkomen. Toen ze echter betrapt werden, was dat een zodanige afgang dat hij wel moest ontkennen.
In de laatste jaren van zijn leven speelde Reese niet meer actief bridge; in plaats daarvan speelde hij veel backgammon.
In Nederland was Reese ook bekend van zijn humoristische columns over de gebeurtenissen in het fictieve klooster Sint Titus, waar de monniken zich uitsluitend met bridge en gebed bezighouden. Deze columns, die hij schreef met David Bird, zijn later gebundeld en uitgegeven.

## Erelijst
Bermuda Bowl: 1955